# Hans Martin Pawlowski
Hans Martin Pawlowski (30 de Outubro de 1931, Bochum; 14 de Março de 2016, Düsseldorf) foi um jurista alemão.
A partir de 1951, Pawlowski estudou direito, teologia e filosofia em Münster, Freiburg-im-Breisgau e Munique. Em 1960, obteve seu Doutorado sob a orientação de Karl Michaelis em Göttingen, com a tese "O direito de propriedade aplicável à matéria, e a lei de propriedade intelectual". Em 1964, obteve sua habilitação de livre-docência das disciplinas de direito civil, processo civil e filosofia do direito, com sua tese sobre as consequências jurídicas das declarações de intenção vazias. Em 1966, tornou-se professor catedrático de direito civil e direito processual civil na então Universidade de Economia e atual Universidade de Mannheim. No biênio 1969/1970, Pavlovsky foi reitor da Universidade de Mannheim. De 1973 a 1990, foi membro do instituto de ciências sociais, e de 1987 a 1994, membro do Conselho de Administração do Centro de Pesquisa para o Desenvolvimento Social (FGE), na Universidade de Mannheim. Seus alunos incluíram Wolfgang Böhm,  Uwe João, de Johann Braun, Stefan Smid, e Volker Lipp.
Os temas principais de suas pesquisas, entre outros, foram os problemas de contratos e de representação, da Europeização do direito privado; problemas de estrutura familiar; problemas de imparcialidade do juiz e da delimitação da jurisdição e da administração; o problema das condições de um estado pluralista, que se legitima garantindo liberdade de expressão e portanto considera todas as visões de mundo como iguais, e os problemas de metodologia jurídica. Pawlowski foi mais bem conhecido pelo seu livro de texto sobre direito civil e seus livros sobre metodologia jurídica. Esta matéria, junta com a filosofia do direito, foi o seu maior interesse e compromisso. Mesmo após sua aposentadoria, Pawlowski continuou a realizar palestras e seminários em filosofia do direito e metodologia jurídica. Pawlowski era evangélico e foi temporariamente ativo no Sindicato de Trabalhadores Protestantes.

## Obras Destacadas
- Der Rechtsbesitz im geltenden Sachen- und Immaterialgüterrecht, Verlag Otto Schwarz & Co., Göttingen 1961
- Methodenlehre für Juristen. Theorie der Norm und des Gesetzes. 3. überarbeitete und erweiterte Aufl., C. F. Müller Juristischer Verlag, Heidelberg 1999, ISBN 3-8114-6790-5.
- Einführung in die juristische Methodenlehre: ein Studienbuch zu den Grundlagenfächern Rechtsphilosophie und Rechtssoziologie. - 2., neubearb. Aufl. - C. F. Müller, Heidelberg 2000. - (Jurathek: Studium), ISBN 3-8114-2243-X.
- Allgemeiner Teil des BGB. Grundlehren des bürgerlichen Rechts. 7. neubearbeitete Aufl., Heidelberg 2003, C. F. Müller Verlag, ISBN 3-8114-1851-3

## Ligações Externas
- Literatura de e sobre Hans Martin Pawlowski (em alemão) no catálogo da Biblioteca Nacional da Alemanha
- Internetpräsenz an der Universität Mannheim
- Kurzbiographie auf der Verlagshomepage von Frommann-Holzboog
- Michael Feist: In memoriam Hans Martin Pawlowski. In: Evangelische Verantwortung 5+6 | 16, S. 15.